# Phyllobius maculatus
Phyllobius maculatus — вид долгоносиков-скосарей из подсемейства Entiminae.

## Описание
Жук длиной 6,5—9 мм. Краска тела у самца жёлтая, у самки зеленовато-серая. Голые точки на надкрыльях более или менее явственные. Усики и ноги ржаво-красные. Головотрубка сверху явственно выпуклая, её спинка образует дугу почти в 1/4 окружности. Спинка сужена вперёд, птеригии слегка выступающие. Чешуйки почти сплошь волосковидные. Ланцетовидные заметны только на боках и сзади. Торчащие волоски темнее, более или менее короткие, на боках почти незаметны.

## Экология
Распространён этот вид в тайге. Кормовым растением главным образом является ива (Salix).